# Timo Kern
Timo Kern (* 16. Januar 1990 in Hockenheim) ist ein ehemaliger deutscher Fußballspieler.

## Karriere

### Laufbahn als Spieler
Timo Kern wurde in der Jugendabteilung des FV 08 Hockenheim und des Karlsruher SC als Mittelfeldspieler fußballerisch ausgebildet.
Sein Profidebüt gab Kern beim KSC, bei dem er zunächst in der Reserve eingesetzt worden war, am sechsten Spieltag der Zweitligasaison 2010/11. Im Spiel gegen den FSV Frankfurt wurde er in der 84. Minute für Timo Staffeldt eingewechselt. Ansonsten kam Kern, der überwiegend im offensiven Mittelfeld eingesetzt wird, weiterhin im Regionalligateam der Karlsruher zum Einsatz. Am 1. Juni 2011 unterschrieb er einen bis zum 30. Juni 2013 datierten Profivertrag beim KSC, mit dem er 2012 in die 3. Liga abstieg.
Ab Sommer 2013 spielte er für den FC-Astoria Walldorf. Zunächst in der Oberliga und nach der Meisterschaft in der Saison 2013/14, an der Kern mit 15 Toren in 26 Spielen beteiligt war, in der Regionalliga Südwest. Insgesamt lief er in 126 Ligaspielen für den Verein auf und erzielte 39 Tore.
Zur Saison 2018/19 wechselte Kern zum SV Waldhof Mannheim. Mit dem Verein konnte er den Aufstieg in die 3. Liga feiern und in 28 Ligaspielen 17 Treffer sowie 10 Vorlagen beisteuern.
Im Sommer 2019 verpflichtete der FC Bayern München den Mittelfeldspieler für seine Amateurmannschaft, die ebenfalls in die dritte Liga aufgestiegen war. Da der Profikader Anfang Januar 2022 am 18. Spieltag aufgrund von Corona-Infektionen, Verletzungen und Abstellungen zum Afrika-Cup 2022 stark dezimiert war, stand der 31-Jährige unter Julian Nagelsmann bei einer 1:2-Niederlage gegen Borussia Mönchengladbach erstmals in der Bundesliga im Spieltagskader, ohne jedoch eingewechselt zu werden; alle Feldspieler auf der Bank des FC Bayern München kamen dabei aus der zweiten Mannschaft oder U19. Nachdem Kern im Sommer 2024 seinen Vertrag noch bis 30. Juni 2025 verlängert hatte, zog er Mitte November eine Option, um seine Karriere bereits zum 1. Januar 2025 zu beenden. Am 6. Dezember 2024, an dem der 8. Spieltag nachgeholt wurde, kam er gegen den FC Augsburg II nicht mehr zum Einsatz, da er im Punktspiel am 30. November 2024 bei Viktoria Aschaffenburg einen Bänderriss erlitt. Infolgedessen endete seine aktive Laufbahn frühzeitig.

### Nach der Laufbahn als Spieler
Kern bleibt auch nach dem Ende seiner Spielerkarriere Angestellter des FC Bayern München. Ab dem 1. Januar 2025 soll er für diesen als Betreuer der Leihspieler tätig sein.

## Erfolge
FC Bayern München II
- Meister der 3. Liga: 2020

FC-Astoria Walldorf
- Meister der Oberliga Baden-Württemberg und Aufstieg in die Regionalliga Südwest: 2014

SV Waldhof Mannheim
- Meister der Regionalliga Südwest und Aufstieg in die 3. Liga: 2019